# Malcolm Delaney
Malcolm Hakeem Delaney (Baltimore, 11 de março de 1989) é um jogador norte-americano de basquete profissional que atualmente joga peloOlimpia Milano, disputando a EuroLiga e a Serie A.